# Nocardiose
Nocardiose é uma doença infecciosa causada por bactérias do gênero Nocardia que afeta humanos e animais.

## Classificação
Possui três formas principais:
- Nocardiose cutânea,
- Nocardiose pulmonar,
- Nocardiose sistêmica.

## Causas
Os membros do gênero Nocardia são actinomicetos aeróbicos e saprófitas ubíquos (encontrados no mundo todo) no solo, matéria orgânica em decomposição, água doce e água salgada. Nao tem potencial invasivo, só penetrando em áreas de corte expostas ao solo ou a água ou ao ser aspirado para dentro dos pulmões. Os principais agentes etiológicos envolvidos são a Nocardia asteroides, geralmente causando nocardiose pulmonar e Nocardia brasiliensis, que geralmente causa infecção de pele.
A nocardiose ocorre comumente em pacientes imunossuprimidos e possui a capacidade de resistir ao sistema imunológico persistindo por muitos anos dentro de macrófagos.

## Sinais e sintomas

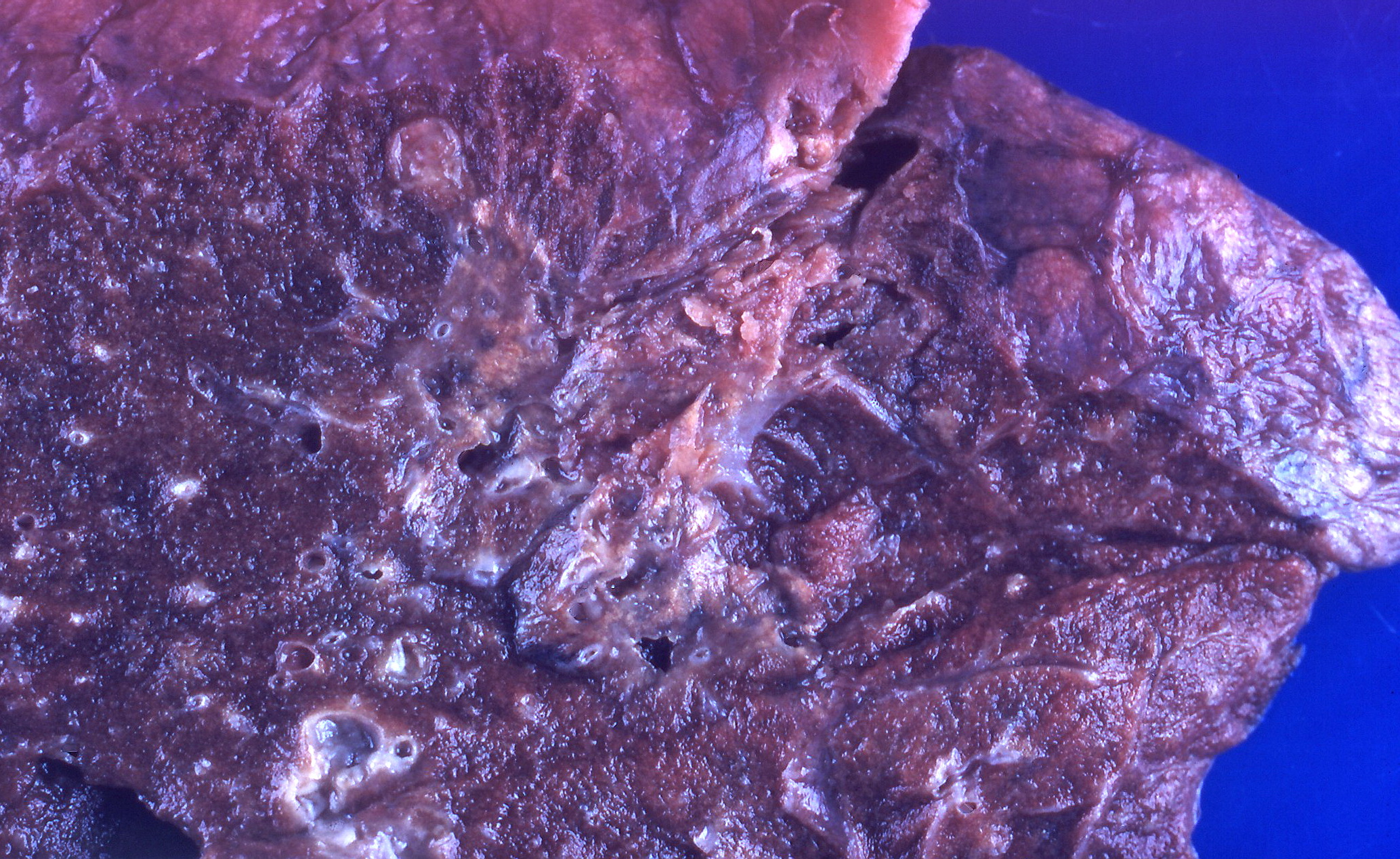
Pulmão com nódulos de nocardiose

Alguns pacientes podem ser assintomáticos. Os sintomas são mais graves em indivíduos imunocomprometidos e costumam voltar poucas semanas após o tratamento. Os sintomas dependem do local da infecção.
Infecção cutânea
Pode formar qualquer dos seguintes sintomas:
- Abscessos cutâneos ou subcutâneos,
- ulcerações,
- Granulomas com fibrose e eventual necrose (micetomas),
- Celulite,
- Nódulos linfáticos inflamados com pus,
- Deformações.

Infecção pulmonar
É uma forma contagiosa de pneumonia bacteriana crônica:
- Suores noturnos,
- Febre,
- Náusea e vômito,
- Perda de apetite,
- Perda de peso,
- Tosse com ou sem sangue,
- Dor no peito e dificuldade pra respirar leve.

Infecção do sistema nervoso central
O sistema nervoso central é afetada de mais de 30% dos casos de infecção sistêmicas/disseminadas e geralmente resulta na formação de abscesso cerebral resultando em:
- Dor de cabeça,
- Febre,
- Défices neurológicos focais:
  - Convulsões,
  - Paralisia,
  - Parestesia,
  - Problemas cognitivos.

## Diagnóstico
O diagnóstico é confirmado pelo cultivo de amostras de tecidos infectados (seja pele, líquido cefalorraquídeo, catarro...) enviados para a coloração e cultura. Nocardia é um aeróbio estrito e seu crescimento é muito lento, pode demorar até quatro semanas, formando colônias com hifas e  odor míldio. Não há métodos sorológicos atualmente disponíveis para o diagnóstico. O laboratório de microbiologia tem de ser informada de suspeitas de nocardia para que as amostras sejam incubadas durante um período de tempo maior do que o habitual.
Nocardia é um bacilo gram-positiva; no entanto, as aparições na coloração de Gram pode ser enganosa, especialmente se o paciente tomou antibióticos recentemente. Estudos radiológicos pulmonares mostram várias infiltrações pulmonares com tendência a necrose central.

## Epidemiologia
São mais diagnosticados nos EUA, com 500 a 1000 casos por ano e em Índia e África. Na América do sul e central as infecções cutâneas por Nocardia brasiliensis são muito mais comuns que qualquer outra, enquanto nos EUA as infecçoes pulmonares por Nocardia asteroides responde por 90% dos casos de nocardiose. Poucos estudos epidemiológicos foram feitos em outros países. Sao 3 vezes mais comuns em homens, provavelmente por sofrerem mais ferimentos.

## Tratamento
Nocardiose pulmonar ou sistêmica requer de 6 a 12 meses de tratamento, de preferência com trimetoprim ou sulfametoxazol ou doses elevadas de sulfonamidas. Em pacientes que não respondem ao tratamento de sulfonamida, de outras drogas, como a ampicilina, eritromicina, minociclina, imipenem ou amicacina podem ser adicionados.
O tratamento também pode incluir a drenagem cirúrgica de abscessos e excisão de tecido necrosado. A fase aguda requer repouso completo.